# Söderkompaniet

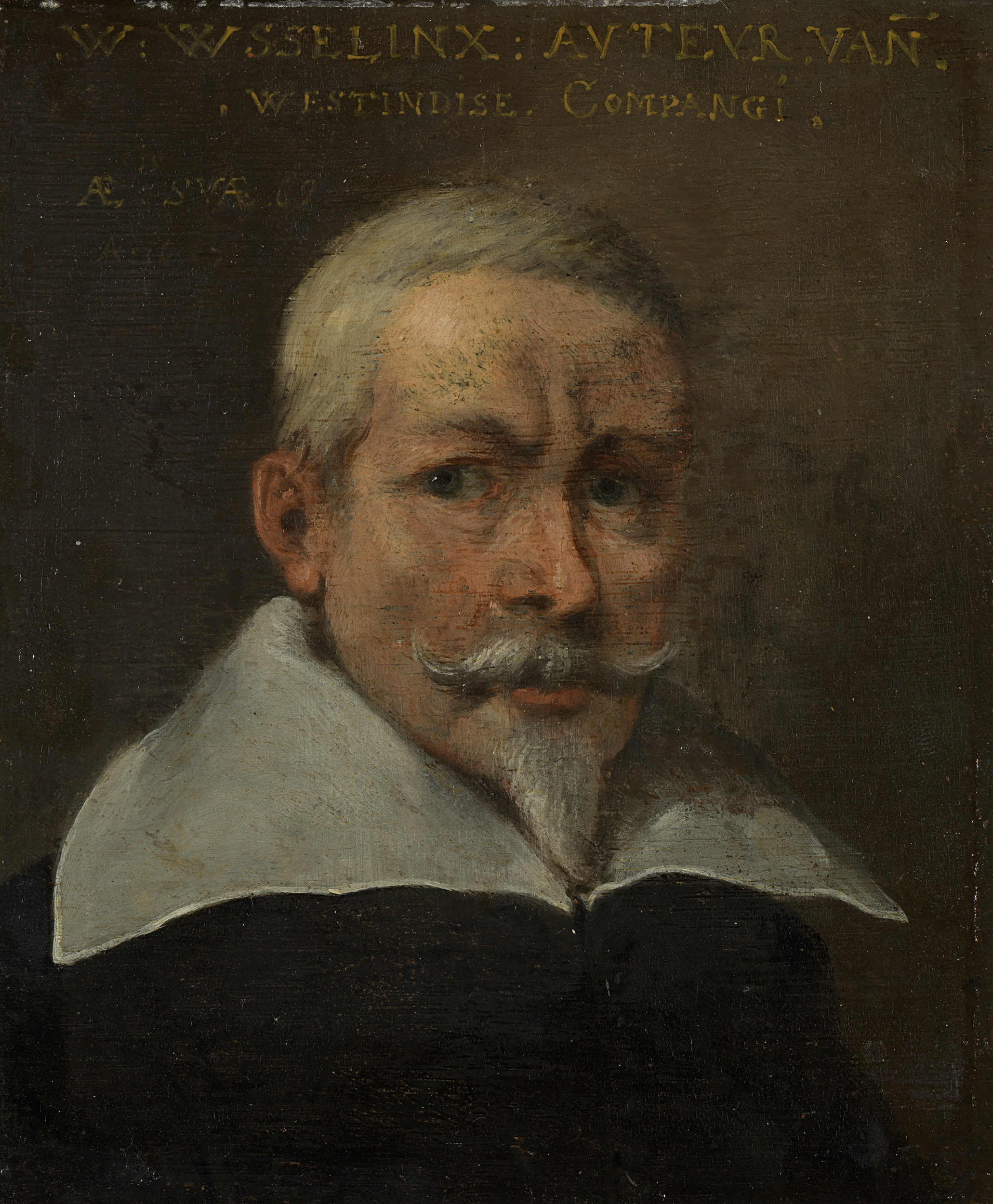
Initiativtagaren Willem Usselincx.

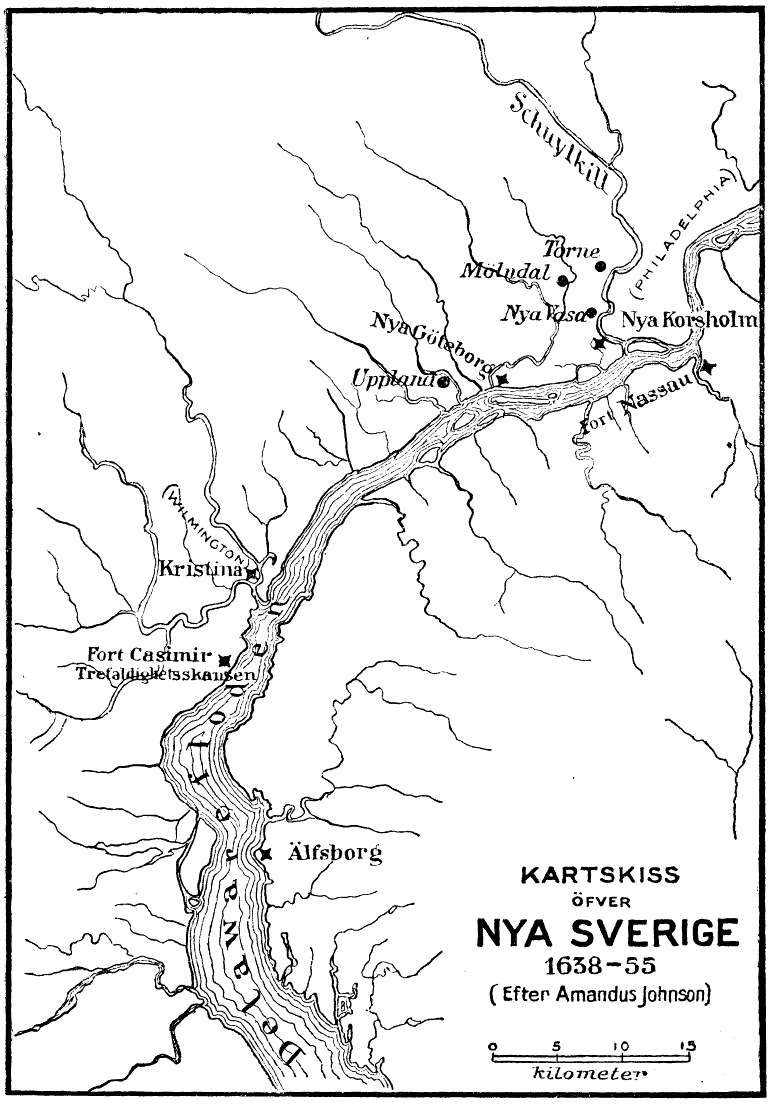
Karta över Nya Sverige.

Söderkompaniet, även Söderländska kompaniet, Södersjökompaniet och Nya Sverige-kompaniet, var ett svenskt handelskompani grundat 1626 som bedrev handel mellan Nya Sverige och Sverige. Kompaniet var det första svenska projektet att delta i den transoceaniska sjötrafiken och kompaniet innehade det första svenska tobaksmonopolet.

## Företaget
Söderkompaniet grundades den 14 juni 1626 på initiativ av Willem Usselincx genom ett privilegiebrev (oktroj) utfärdad av Gustav II Adolf.
1641 erhöll kompaniet monopol för tobaksimporten till Sverige av Drottning Kristinas förmyndarregering och kompaniet fick tullfrihet för tobak som infördes med egna fartyg till riket från Amerika.
Söderkompaniet hade lokaler och lager i Stockholm och Göteborg.
Kompaniets verksamhet upphörde officiellt 1680.

## Historia
Usselincx (som tidigare varit involverad i grundandet av det Holländska Västindiska Kompaniet) anlände hösten 1624 till Göteborg där han träffade Gustav II Adolf och då diskuterade planer på ett svenskt handelskompani. Kungen blev intresserad av planen och den 21 december 1624 fick Usselincx uppdraget att bilda ett handelskompani. Den 14 juni 1626 utfärdades oktrojen och från den 1 maj 1627 erhöll kompaniet ensamrätt på handel och kolonisation i främmande världsdelar i 12 år efter Ständernas godkännande. Efter kungens avresa till kriget i Tyskland kom dock projektet att avstanna trots upprepade kontakter från Usselincx. Bristen på lämpliga fartyg ledde 1629 istället till bildandet av Skeppskompaniet med Abraham Cabiljau som generaldirektör. 1631 slogs de två bolagen ihop. Söderkompaniet förfogade nu över 16 dugliga fartyg, 4 fartyg kapades dock av spanjorer redan 1632 och ytterligare 5 av holländare 1634.
Efter riksmötet 1636 återupptogs projektet av Axel Oxenstierna och 1637 omstrukturerades Söderkompaniet till "Nya Sverige-kompaniet" (Nova-Sueciakompaniet) med uppdrag att inrätta en svensk-nederländsk handelspost i Nordamerika. Kompaniets fem svenska delägare blev bröderna Axel och Gabriel Oxenstierna, kusinen Gabriel Bengtsson Oxenstierna, Clas Larsson Fleming och Peter Spiring. Vidare fanns sex holländare (däribland Samuel Blommaert) som delägare. Kompaniets kapital var till hälften svenskt och holländskt.  1640 beslutades inköp av nya fartyg till kompaniet, kort därefter grundades dock det Svenska Västindiska Kompaniet där Söderkompaniet med sina fartyg gick in som delägare.
1638 anlände den första tobakslasten från Nya Sverige till Sverige.
Den 12 januari 1641 erhöll kompaniet monopol på tobaksimporten till Sverige genom ett privilegiebrev signerad bl.a. Axel Oxenstierna, Gabriel Oxenstierna och Jakob De la Gardie, den omfattande smugglingen ledde 1643 till att kompaniet även fick monopol på tobaksförsäljningen i Sverige. Detta styrdes genom bildandet av ett dotterbolag med Jakob Trotzig som direktör.
Guvernören Johan Printz i kolonin Nya Sverige hade fått instruktioner om att förbättra tobaksodlingarna där samt att med skepp förse Sverige med råtobak. Söderkompaniet anställde i maj 1648 den holländske affärsmannen Thomas Swartwout med erfarenhet av tobakstillverkning från Amsterdam. Visserligen ökade Swartwout kompaniets tobaksproduktion men det svenska behovet täcktes inte och kompaniet behövde söka fler leverantörer inom Europa.
Söderkompaniets förmåga till tobaksimport var svag och kompaniet bar sig inte ekonomiskt på grund av den omfattande smugglingen varför monopolet 1649 avslutades av drottning Kristina. Samma år grundades även det Afrikanska kompaniet med handelsmonopol till Afrika, Asien och Amerika med undantag för Nya Sverige. Kompaniets ideologiska syfte att vara länk mellan Nya Sverige och hemlandet uppnåddes inte heller då kompaniets enda bidrag till kolonin var den första expeditionen med fartygen Kalmar Nyckel och Fågel Grip under ledning av holländske Peter Minuit och ytterligare 3 resor med Kalmar Nyckel. 
Söderkompaniet förde en tynande tillvaro utan egentlig verksamhet tills det formellt upplöstes genom ett förordnande den 20 oktober 1680. 

### Fotnoter
1. 1 2 3   Nordisk Familjebok, Uggleupplagan, Usselinxartikel (läst 21 januari 2011)
2. 1 2 3 4 5 6 7  Svensk Tobakshistoria Arkiverad 23 oktober 2017 hämtat från the Wayback Machine. (läst 21 januari 2011)
3. 1 2 3 4 5  Colonial Swedes Arkiverad 12 mars 2012 hämtat från the Wayback Machine. (läst 21 januari 2011)
4. 1 2 3 4 5 6 7 8 9   Nordisk Familjebok, Uggleupplagan, Söderkompanietartikel (läst 21 januari 2011)
5. ↑  “Han lät ock, berörde år, höra och uppmuntra stapelstäderna, i synnerhet Stockholm, till inrättande af ett Köphandelscompagnie, hwarå förmånliga privilegier meddelades 1615, till handelns utwidgande på Westersjön. Af detta bolag bereddes derefter, år 1625, General Söderhandelscompagniet, som, den 14 Juni 1626, priviligierades på 12 års tid, att handla på Afrika, America och Magellanica. Detta Americanska compagnie blef likwäl upphäfwet 1661, sedan Nya Swerige war af Holländarne borttaget.” (Ur Stockholms Stads Historia, från stadens anläggning till närwarande tid, utgiven av Nils Lundequist på Zacharias Hæggströms förlag)
6. 1 2   Uppfinningarna bok, Projekt Runeberg (läst 21 januari 2011)
7. 1 2 3 4   Populär Historia, Snusartikel[död länk] (läst 21 januari 2011)